# Frederik Du Chau
Frederik Du Chau (1966) is een Vlaams tekenaar, scenarist en regisseur van animatiefilms bij de Walt Disney studio’s in Hollywood. Hij brak door in 2005 met zijn film Racing Stripes over een zebra die dacht dat ze een paard was. Voor deze film werd vijf maanden in Zuid-Afrika gedraaid.
Du Chau studeerde aan de Koninklijke Academie voor Schone Kunsten in Gent onder meer bij Raoul Servais. Met zijn kortfilm The Mystery of the Lamb  die hij als student maakte, dwong hij in 1989 een selectie af voor het Los Angeles Animation Celebration filmfestival. In 1990 verhuist hij naar de Verenigde Staten en begint hij zijn carrière bij de Bear Animation Studio in Los Angeles. In 1992 werkt hij mee als tekenaar aan Tom and Jerry: The Movie. In 1998 regisseerde hij de film Quest for Camelot voor Warner Bros. Hij is gehuwd met een Amerikaanse en woont in San Francisco.

## Filmografie

### als regisseur
- Underdog (2007)
- Racing Stripes (2005) (ook scenarist)
- Quest for Camelot (1998)
- Het Mysterie van het lam (1987)